# 鋸棘魮
鋸棘魮（学名：Barbus prionacanthus）為輻鰭魚綱鯉形目鯉科的其中一個種。該物種於1982年由Volker Mahnert和Jacques Géry描述，分布於非洲加彭奧克維河流域，體長可達9.2公分。

## 扩展阅读
維基物種上的相關：鋸棘魮